# Tana River
Tana River – hrabstwo w Kenii, w dawnej Prowincji Nadmorskiej. Nazwa wzięła się od rzeki Tana. Stolicą i największym miastem jest Hola. Według spisu z 2019 roku hrabstwo liczy 316 tys. mieszkańców. Graniczy z hrabstwami: Kitui na zachodzie, Garissa na północnym wschodzie, Isiolo na północy, Lamu na wschodzie i Kilifi na południu.
Dominującymi grupami etnicznymi są: Pokomo, z których wielu jest rolnikami, Orma i Wardey, którzy są głównie nomadami. Inne plemiona to Waata i Boni, którzy są kulturowo łowcami i zbieraczami, a także Bajuni. Poza tym obecnych jest wiele innych grup etnicznych, a także imigranci. 
W 2018 roku z powodu powodzi ogłoszono kryzys humanitarny i ponad 20 tys. ludzi zostało wysiedlonych do obozów. Najbardziej ucierpiały okręgi Bura i Tana Delta.

## Rolnictwo
Rzeka Tana jest głównym zasobem wody w okolicy. Rozległa delta utworzona przez rzekę charakteryzuje się mokradłami, które stanowią ogromny potencjał dla rolnictwa. Główne uprawy w obszarze to: kukurydza, ryż, mango (roślina gotówkowa) i banany. Inne uprawy obejmują: maniok, fasolę, groch, bob, jagody, pomidory, cebulę, kapustę, a nawet trzcinę cukrową.  

## Religia
Struktura religijna w 2019 roku wg Spisu Powszechnego:
- islam – 81,5%
- protestantyzm – 9,4%
- katolicyzm – 3,6%
- inni chrześcijanie – 3,6%
- niezależne kościoły afrykańskie – 1,3%
- pozostali – 0,6%.